# Wikipedia tiếng Bulgaria
Wikipedia tiếng Bulgaria (tiếng Bulgaria: Българоезична Уикипедия) là phiên bản tiếng Bulgaria của Wikipedia, một dự án bách khoa toàn thư mở trên mạng internet. Đến thời điểm ngày 24 tháng 11 năm 2005, phiên bản Wikipedia ngôn ngữ này đạt 20.000 bài, xếp thứ 21 trong danh sách các phiên bản ngôn ngữ về số lượng bài viết. Đến thời điểm 26 tháng 12 năm 2007, thứ hạng này tụt xuống 30, với 50.000 bài viết. Phiên bản này được viết bằng bảng chữ cái Kirin. Vào thời điểm 18 tháng 7, 2025, Wikipedia tiếng Bulgaria có tổng cộng 304.991 bài viết, đứng vị trí thứ 33 trong số những phiên bản Wikipedia theo số bài viết.

## Thành viên
Vào thời điểm này Wikipedia tiếng Bulgaria có 361965 thành viên đã đăng ký và 589 thành viên tích cực trong 30 ngày qua. Wikipedia tiếng Bulgaria dùng bảng chữ cái Bulgaria (Kirin) và tên của thành viên Wikipedia có thể bao gồm các chữ cái Kirin, mặc dù tên của thành viên thường được đăng ký bằng các chữ cái Latinh. Userbox cùng tất cả các nội dung cá nhân khác của thành viên đều được viết bằng chữ cái Kirin.

## Lịch sử

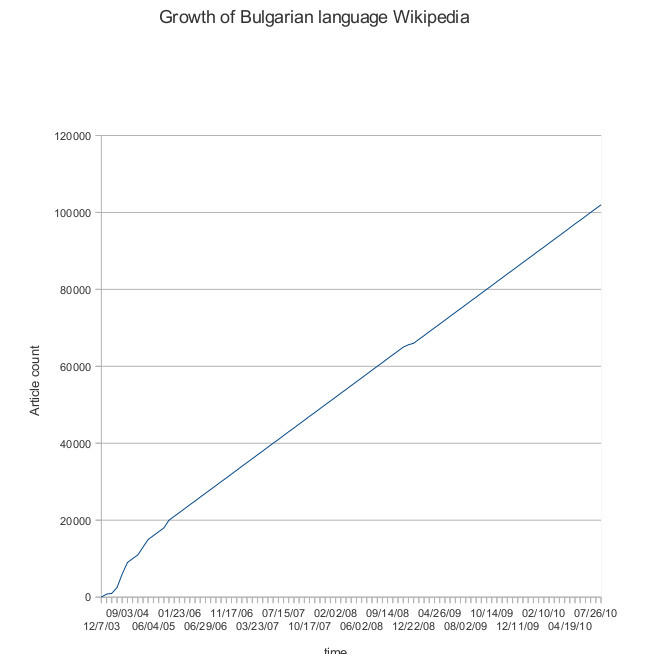
Sự gia tăng số lượng bài viết tại Wikipedia tiếng Bulgaria

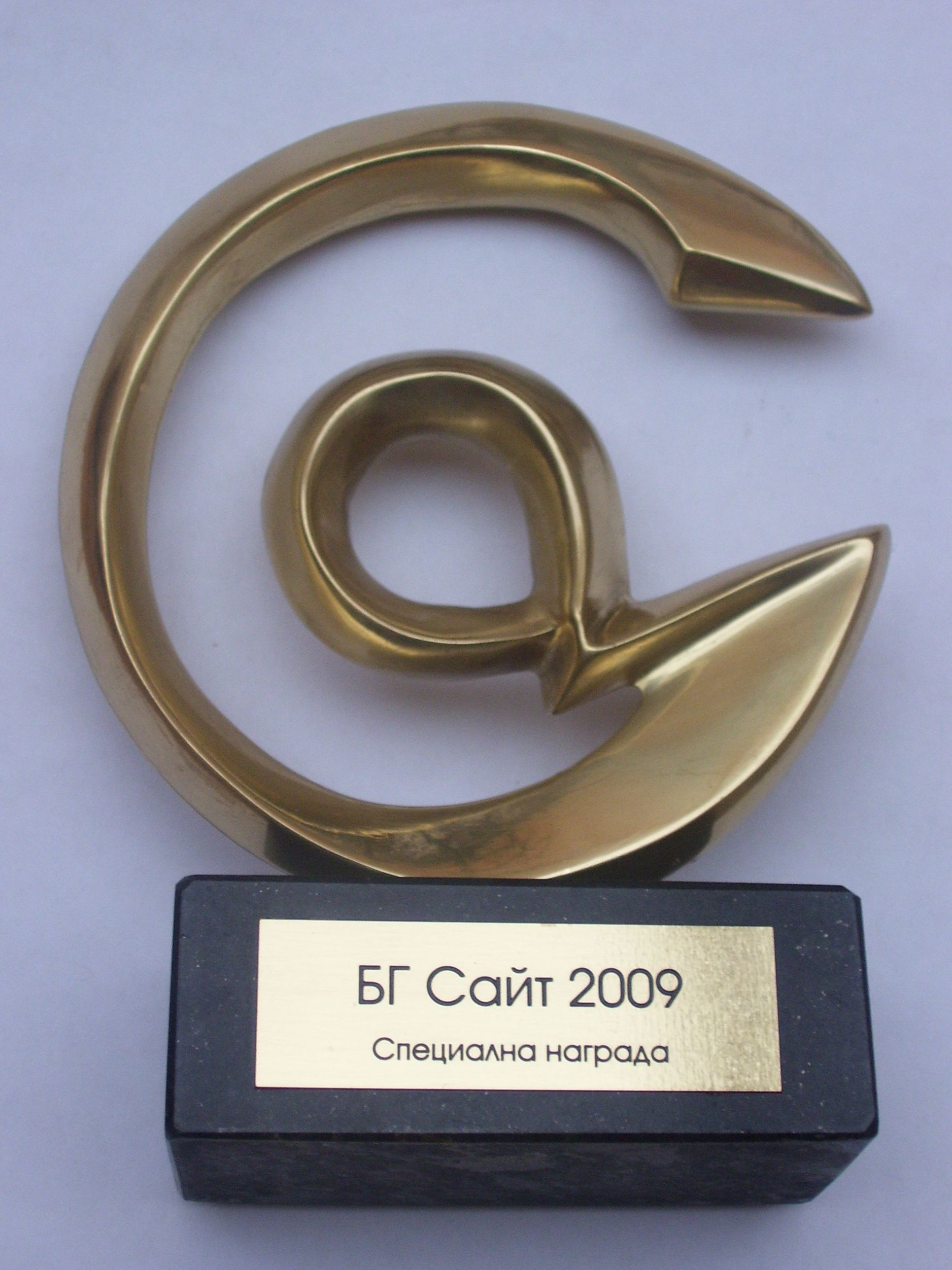
Nhận giải thưởng dành cho trang web tiếng Bulgaria vào năm 2009, Wikipedia tiếng Bulgaria đã được đề cử Bg Site cho những đóng góp của mình.

Wikipedia tiếng Bulgaria được tạo ra ngày 6 tháng 12 năm 2003. Năm 2005 Wikipedia tiếng Bulgaria có 20.000 bài viết và trở thành phiên bản Wikipedia lớn thứ 21 vào thời điểm đó.
24 tháng 5 năm 2010, để đánh dấu bài viết thứ 100.000, biểu trưng "quả cầu ghép chữ" của Wikipedia tiếng Bulgaria được thay đổi bằng cách thêm các chữ số 100.000 vào biểu trưng, phiên bản ngôn ngữ này đã trở thành phiên bản Wikipedia lớn thứ 32 và hiện tại là thứ 33 với hơn 200.000 bài viết.

### Mốc thời gian
- 3 tháng 10 năm 2004, bài viết thứ 10.000 được tạo.
- 26 tháng 12 năm 2007, bài viết thứ 50.000.
- 24 tháng 5 năm 2010, bài viết thứ 100.000.
- 17 tháng 7 năm 2013, bài viết thứ 150.000 và
- 12 tháng 6 năm 2015, có bài viết thứ 200.000.

## Đa phương tiện
Vào tháng 3 năm 2010, Wikipedia tiếng Bulgaria chỉ sử dụng hình ảnh và các đa phương tiện từ Wikimedia Commons, việc tải tập tin lên Wikipedia đã dừng lại. Các tập tin hiện có được chuyển dần qua Commons.